# Rico Freimuth
Rico Freimuth (Potsdam, Alemania, 14 de marzo de 1988) es un atleta alemán, especialista en la competición de decatlón, con la que ha logrado ser subcampeón mundial en 2017.

## Carrera deportiva
En el Mundial de Pekín 2015 gana la medalla de bronce en decatlón, quedando en el podio tras el estadounidense Ashton Eaton y el canadiense Damian Warner (plata).
Dos años después, en el Mundial de Londres 2017 gana la medalla de plata en la misma competición, tras el francés Kévin Mayer y por delante de su compatriota el también alemán Kai Kazmirek.